# Niedźwiedziówka purpurka
Niedźwiedziówka purpurka, niedźwiedziówka purpurowa, niedźwiedziówka turczynka (Rhyparia purpurata) – gatunek motyla z rodziny mrocznicowatych (Erebidae) i podrodziny niedźwiedziówkowatych (Arctiinae).

## Wygląd
Przednie skrzydła żółte z licznymi, jasnobrunatnymi plamkami. Tylne skrzydła czerwone z czarnymi plamkami tworzącymi trzy przepaski. Odwłok żółty z drobnymi, czarnymi plamkami na stronie grzbietowej. Rozpiętość skrzydeł 40–50 mm.

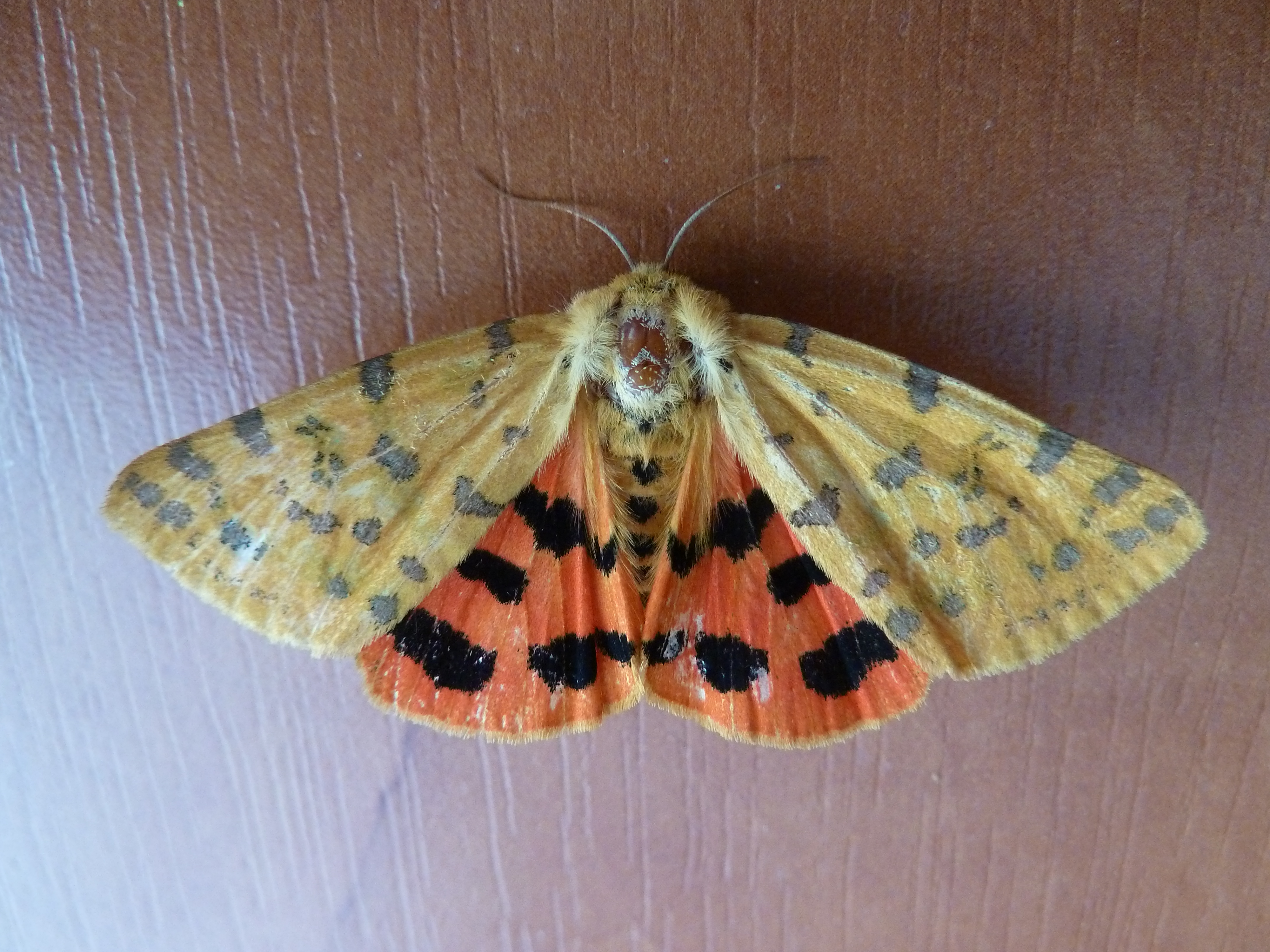
Niedźwiedziówka purpurka (okaz żeński)

## Zasięg występowania
Gatunek występuje w Europie i Azji. Występuje od czerwca do sierpnia.

## Biotop
Gatunek zasiedla ugory, wrzosowiska, kserotermiczne murawy.

## Rośliny żywicielskie
podstawowe – malina (Rubus), żarnowiec (Cytisus), przytulia (Galium), oman (Inula);
dodatkowe – dąb (Quercus), śliwa (Prunus), wierzba (Salix) oraz wiąz (Ulmus).